# Pomnik Odzyskania Niepodległości we Frampolu
Pomnik Odzyskania Niepodległości we Frampolu – pomnik znajdujący się w rynku miasta Frampol, upamiętniający odzyskanie przez Polskę niepodległości, powstały przez przekształcenie krzyża ku czci cara Rosji Aleksandra II. 

## Historia
Według Kiryła Sokoła pomysł wzniesienia we Frampolu pomnika ku czci reform przeprowadzonych przez Aleksandra II i samej jego osoby był oddolną inicjatywą mieszkańców ówczesnej wsi. Również pieniądze na budowę obiektu pochodziły ze zbiórki – łączny koszt jego wykonania wyniósł 158 rubli. Pomnik miał formę trzystopniowej kolumny z ażurowym krzyżem łacińskim. Na jego postumencie znalazł się brązowy profil Aleksandra II oraz tablica z pozłoconym napisem w dwóch językach: polskim i rosyjskim. Brzmiał on Wiekopomnej pamięci Wielkiego Cara-Wyzwoliciela Imperatora Aleksandra II wdzięczni mieszkańcy wsi i gminy Frampol 1864 - 19 lutego 1882 roku. Monument wykonał Władysław Sienicki. 
Po 1918 z pomnika został usunięty portret cara i tablica wskazująca na jego pierwotne przeznaczenie. Zastąpiła ją inskrypcja upamiętniająca odzyskanie niepodległości przez Polskę o następującej treści:

NA WIĘKSZĄ CHWAŁĘ SERCA

PANA JEZUSA I NA PAMIĄTKĘ

ODZYSKANIA OJCZYZNY

WZYWAŁ CIĘ NARÓD

WZYWAŁ CIĘ LUD

GDY MU DOKUCZAŁ WOLNOŚCI GŁÓD

ZDOBYWSZY WOLNOŚĆ PERŁĘ WSZECH CNÓT

BĘDZIE CIĘ SŁAWIŁ

NASZ POLSKI LUD.

PARAFJANIE FRAMPOLSCY

Z WIOSEK I MIASTA

1918 R.

W późniejszym okresie również oryginalny krzyż został zastąpiony ażurowym krucyfiksem.